# 跛子、私生子和废物
《跛子、私生子和废物》（Cripples, Bastards, and Broken Things）是美国HBO播出的歷史奇幻电视剧《权力的游戏》第一季第四集。本集于2011年5月8日首播，编剧是布莱恩·考格曼，由布萊恩·寇克执导。在本集中，新任王国首相奈德·史塔克公爵调查了其前任的突然死亡。奈德的私生子琼恩·雪诺保护了一名刚刚加入“绝境长城”守夜人军团的新兵。流亡的王子韦赛里斯·坦格利安变得越来越沮丧，因为他需要多斯拉克部落入侵维斯特洛并夺回他的王位，而这些部落族人却继续在维斯·多斯拉克徘徊。在本集的结尾，奈德的妻子凯特琳因怀疑提利昂·兰尼斯特企图谋杀她的儿子布蘭·史塔克而逮捕了提利昂。
这个标题来自于原著，是提利昂在为布兰·史塔克设计了一个马鞍，让他在截瘫的情况下也能骑马后说的话：“我对跛子、私生子和废物怀有一颗温柔的心。”
对该集的评价大多是正面的，评论家认为守夜人在长城的场景是亮点，以及蜜雪兒·費爾利饰演的凯特琳·史塔克和彼特·丁拉基饰演的提利昂·兰尼斯特的精彩演出，尤其是在该集的最后一幕。在美国，该剧集首次播出就获得了250万观众的收视率。

## 剧情

### 在君临城
奈德悄悄调查了他的导师，同时也是前任王国首相琼恩·艾林的死因。他询问了在艾林最后的日子里照顾他的派席尔大学士，得知了艾林的遗言是“种性强韧”，并了解到艾林死前正在研究七大王国的各个家族历史。
在“小指头”培提尔·贝里席及其线人的帮助下，奈德询问了琼恩·艾林曾拜访过的一位铁匠学徒詹德利，并推断出詹德利是国王劳勃·拜拉席恩的私生子。奈德计划质询艾林的前侍从狭谷的修夫爵士，但修夫爵士在比武大会上被“魔山”格雷果·克里冈爵士杀死。

### 在维斯·多斯拉克
卓戈·卡奥的卡拉萨抵达维斯·多斯拉克城。韦赛里斯急切地想要控制卓戈的军队以重新征服七国，但却遭到了丹妮莉丝的反抗。乔拉·莫尔蒙告诉丹妮莉丝，七国的人民不在乎谁来统治他们，只要能统治好就行，而丹妮莉丝也承认韦赛里斯会是一个糟糕的统治者。

### 在绝境长城
守夜人军团接收了一名肥胖、胆小、笨拙的新兵山姆威尔·塔利，他很快就成为艾里沙爵士的目标。山姆向琼恩解释，他的父亲认为自己不配，并强迫他放弃继承权加入守夜人。雪诺保护山姆免受同伴的伤害，而索恩警告他们如果想要生存下去就必须坚强起来。

### 在临冬城
在前往君临城的途中，提利昂在临冬城受到父亲不在时作为代理领主的罗柏·史塔克的冷遇。尽管罗柏怀疑兰尼斯特家族是谋害布兰的幕后黑手，提利昂还是为布兰设计了一副马鞍，让他在即使瘫痪的情况下也能骑马。离开之前，提利昂奚落席恩·葛雷乔伊，称席恩是被留在史塔克家族中的“人质”，因为他让葛雷乔伊家族反抗劳勃国王的计划失败了。

### 在十字路口的旅馆
再往南，提利昂和他的随从打算在十字路口的旅馆过夜，在那里他认出了伪装的凯特琳·史塔克夫人。之后，凯特琳呼吁在场其父的封臣们抓住提利昂，以谋杀布兰的罪名对其进行审判。

## 制作

### 编剧

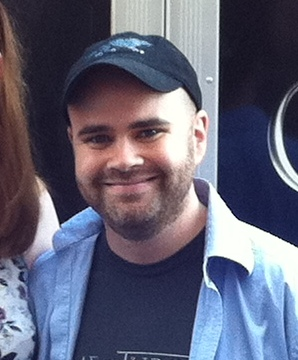
本集开始擢升为剧集编剧核心之一的布莱恩·考格曼。

《跛子、私生子和废物》是该系列首个不是由该剧的创作者兼执行制片人大卫·贝尼奥夫和D·B·威斯编写的剧集。本集剧本由作家布莱恩·考格曼根据乔治·R·R·马丁的原著改编。
考格曼曾以编剧助理的身份参与《权力的游戏》试播集的制作，随后签约担任整部剧的剧本编辑以及该剧非官方的“神话体系维护者”。他肩负起编写剧集参考指南的重任，其中涵盖角色和背景信息，确保剧中世界观的构建始终保持一致。在此期间，贝尼奥夫和魏斯找到他，让他撰写第四集的剧本大纲。考格曼以为这只是一次演练，最终会由其他专业编剧彻底重写，于是完成了剧本，没想到这一版最终成了第四集的剧本。
本集涵盖的原著章节包括：《布兰IV》（除去前一集中已经包含的开头几页内容）、《艾德Ⅴ》、《琼恩Ⅳ》、《艾德Ⅵ》、《凯特琳Ⅴ》、《珊莎Ⅱ》、《丹妮莉丝Ⅳ》（第25-30章及37章）。剧集中原创的场景有席恩与提利昂、珊莎与茉丹修女、多莉亚与韦赛里斯、乔里·凯索与詹姆、琼恩与山姆威尔，以及奈德·史塔克与瑟曦之间的对话。剧中通过阐述艾里沙·索恩严苛对待新兵的原因，使这一角色的形象更加丰满，同时还加入了对布兰·史塔克梦境较为克制的呈现。
在韦赛里斯于沐浴场景中回忆坦格利安家族昔日的巨龙时，他列举了取自原著的龙“贝勒里恩”（Balerion）、“米拉西斯”（Meraxes）、“瓦格哈尔”（Vhagar）以及剧集原创的龙的名字。其中还提及名为“维米索克斯”（Vermithrax）的龙，这是对1981年电影《屠龙记》（Dragonslayer）中“维米索克斯·佩乔拉提夫”（Vermithrax Pejorative）的致敬。原著作者乔治·R·R·马丁曾将该片评为影史第五佳奇幻电影，并称维米索克斯是“银幕上最伟大的龙”，同时拥有“有史以来最酷的龙名”。

### 选角
本集引入了守夜人新兵山姆威尔·塔利这一角色，这位自称懦夫的年轻人由刚从曼彻斯特城市大学戏剧学院毕业的約翰·布拉德利饰演，这也是布拉德利的职业生涯首秀。试镜时使用的台词片段也取自《跛子、私生子和废物》一集，内容为山姆向琼恩讲述父亲如何强迫自己披上黑衣成为守夜人。原著作者兼剧集执行制片人乔治·R·R·马丁评价布拉德利的表演“令人心碎”。
官方网站显示身高为214厘米（7英尺1/4英寸）的澳大利亚演员柯南·史蒂文斯在本集中首次以巨人骑士“魔山”格雷果·克里冈的形象登场。自HBO启动《权力的游戏》项目以来，史蒂文斯就渴望参演。由于他认为最适合自己的角色——格雷果·克里冈——未出现在试播集中，他转而试镜“马王”卓戈·卡奥一角以期获得选角团队关注。虽然“马王”这一角色最终由杰森·莫玛获得，但史蒂文斯最终获选出演“魔山”格雷果。
本集首次亮相的其他常驻角色包括：多米尼克·卡特饰演的都城守备队司令杰诺斯·史林特，傑洛姆·佛林饰演的佣兵波隆（“卖剑者”），以及喬·丹普希饰演的铁匠学徒詹德利。其中詹德利这一角色在剧集中的年龄设定相较于原著中的年龄更大一点。

### 道具
本集出现的奈德从派席尔处获得的贵族谱系册由编剧布莱恩·考格曼（除撰写第四集剧本外，他还担任剧集"世界观架构师"，并负责制作第一季DVD与蓝光碟套装中的历史背景资料）编纂完成。考格曼撰写了长达两页的四大家族谱系：安柏家族谱系展示于《跛子、私生子和废物》一集，拜拉席恩家族谱系则出现在第六集《黄金宝冠》中。虽然为坦格利安与罗伊斯家族编写的书本内容最终在第四集正片中被删减，但考格曼透露其创作过程既参考了原著小说与粉丝建立的“冰与火之歌维基”，也自主补充了缺失内容，甚至将部分网络论坛梗植入了文本中。

### 拍摄地点

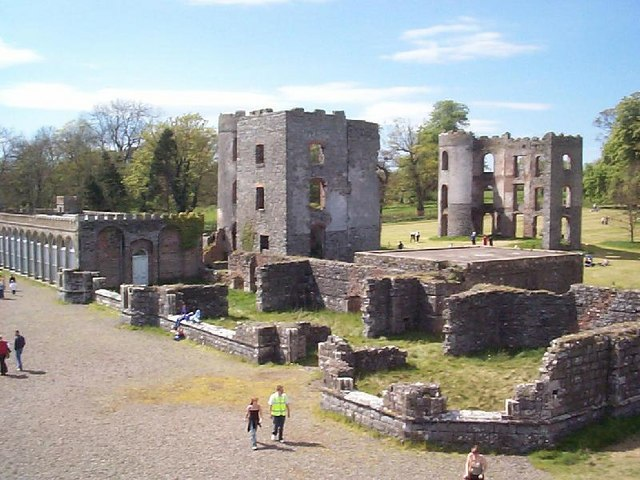
比武大会的场景是在肖恩城堡里拍摄的。

本集拍摄于贝尔法斯特的彩绘大厅工作室（包括君临城的内景）以及北爱尔兰多处外景地：黑城堡场景继续使用玛赫拉莫恩废弃采石场搭建的大型外景场地；比武大会场景取景于肖恩城堡遗址；而多斯拉克圣城维斯·多斯拉克的入口场景则摄于莫恩山脉脚下的桑迪布雷地区。本集大部分内容摄制于拍摄工作初期，其中奈德与艾莉亚的对手戏更是在全剧开机首日完成拍摄。

## 评价

### 评级
《跛子、私生子和废物》的首次播出共有250万观众观看，较前集的240万人有微幅上升。若计入重播观众，当晚总收视达310万人次，与前一周数据基本持平。英国地区收视表现显著提升，观众人数从前一周的51万增长至当周的62.8万人次。

### 主流评论
《跛子、私生子和废物》获得了评论界的积极评价。评论聚合网站烂番茄收录了本集19篇专业评论，结果显示新鲜度为100%，均分8.7（满分10分）。该网站的共识评论写道：“细腻的角色塑造与扣人心弦的情节，使本集为《权力的游戏》首季创下新高”。The AV Club的影评人艾米丽·范德沃夫（Emily VanDerWerff）给出A-的评分，AOL TV专栏的莫琳·瑞安打出了70分（满分100分）。
范德沃夫表示，这是他目前最喜欢的一集，“这一个小时比前三集更有推动力，同时也更轻松。”他承认，这一集的大部分内容都是解说，角色们通过许多独白来揭示他们的动机和背景。但在他看来，这件事做得很巧妙、很高效。IGN的马特·福勒（Matt Fowler）写道，这又是一集精彩且有大量解说的剧集，其中最精彩、最自然的场景发生在韦赛里斯和多莉亚在浴缸中的一幕。
在本集众多故事线中，评论界普遍推崇绝境长城上守夜人相关的场景。文化评论网站Cultural Learnings的迈尔斯·麦克纳特（Myles McNutt）指出：“琼恩·雪诺在长城的篇章或许是我在该剧早期最钟情的核心场景，其魅力很大程度上源自本集的精妙铺陈”。而莫琳·瑞安则表示：“这些场景的表演与编剧堪称典范，约翰·布拉德利饰演的山姆威尔·塔利为剧集注入新鲜血液，而基特·哈灵顿诠释的琼恩·雪诺，其内敛却充满魅力的表演持续令人惊艳”。除了表演和剧本之外，两位评论家一致认为，守夜人军团场景的成功更源于其普世共鸣——观众极易代入这群新兵蛋子在铁血教头（指艾里沙·索恩爵士）严训下建立战友情谊，共同直面未知危局的成长历程。
HitFix的艾伦·塞宾沃尔对结尾段的桥段大加赞赏，着重褒扬米歇尔·菲尔利在凯特琳召集盟友逮捕提利昂这一幕中的精彩演绎。